# Элеганти, Вальтер
Ва́льтер Элега́нти (нем. Walter Eleganti) — швейцарский кёрлингист.
В составе мужской сборной Швейцарии участник чемпионата мира 1966 (заняли шестое место). Двукратный чемпион Швейцарии среди мужчин.
Играл на позиции второго.

## Достижения
- Чемпионат Швейцарии по кёрлингу среди мужчин: золото (1964, 1966).

## Команды
| Сезон   | Четвёртый      | Третий          | Второй           | Первый          | Турниры                      |
| ------- | -------------- | --------------- | ---------------- | --------------- | ---------------------------- |
| 1963—64 | Герольд Келлер | Франц Циммерман | Вальтер Элеганти | Алоиз Циммерман | ЧШМ 1964                     |
| 1965—66 | Пауль Кундерт  | Алоиз Циммерман | Вальтер Элеганти | Вольф Леннарц   | ЧШМ 1966 · ЧМ 1966 (6 место) |

(скипы выделены полужирным шрифтом)